# Diathoneura
Diathoneura är ett släkte av tvåvingar. Diathoneura ingår i familjen daggflugor.

## Dottertaxa tillDiathoneura, i alfabetisk ordning[1]
- Diathoneura aberrans
- Diathoneura albifacies
- Diathoneura albinota
- Diathoneura bicolor
- Diathoneura borgmeieri
- Diathoneura brasiliensis
- Diathoneura carrerai
- Diathoneura cavalcantii
- Diathoneura cruciata
- Diathoneura dubia
- Diathoneura dudai
- Diathoneura euryopa
- Diathoneura guttipennis
- Diathoneura iheringi
- Diathoneura laticeps
- Diathoneura longipennis
- Diathoneura lopesi
- Diathoneura maculipennis
- Diathoneura magnipennis
- Diathoneura mephistocephala
- Diathoneura metallica
- Diathoneura montei
- Diathoneura nana
- Diathoneura nigrescens
- Diathoneura nigrifrons
- Diathoneura nubeculosa
- Diathoneura opaca
- Diathoneura peruviana
- Diathoneura pilifrons
- Diathoneura pleurolineata
- Diathoneura plumata
- Diathoneura quadrivittata
- Diathoneura smithi
- Diathoneura splendida
- Diathoneura superba
- Diathoneura taeniatipennis
- Diathoneura tanyptera
- Diathoneura tessellata
- Diathoneura triseta
- Diathoneura uniradiata